# Georges van Parys
Georges van Parys (7 de junio de 1902 – 28 de enero de 1971) fue un compositor cinematográfico, de operetas y de música ligera, de nacionalidad francesa. Conocido por sus canciones populares, tuvo una carrera que se extendió desde los años 1930 a los 1970.

## Biografía
Nacido en París, Francia, Georges van Parys descubrió, hacia los 16 años de edad, a Les Six, a Maurice Ravel y a Debussy, músicos que fueron fuente de inspiración a lo largo de su trayectoria.
Pianista de talento, en 1924 debutó en el cabaret Chez Fyscher, acompañando al piano a renombradas vedettes, como era el caso de Yvonne George, Gaby Montbreuse, Lucienne Boyer y Arletty. A partir de 1927 firmó sus primeras operetas, en las que colaboraba habitualmente con Serge Veber y Philippe Parès: Lulu, L'Eau à la bouche, y Louis XIV (con Dranem, Morton, Pauline Carton, Loulou Hegoburu, y Davia.
En 1930 conoció a René Clair, en una época en la que se iniciaba el cine sonoro. René Clair contó con él para trabajar en el primer film sonoro musical francés, Le Million. La música fue compuesta en colaboración con Philippe Parès y Armand Bernard. Considerado como un precursor de la música cinematográfica, a lo largo de su trayectoria, van Parys compuso más de trescientas partituras de filmes, llegando a ser algunas de ellas clásicos del cine francés.
Muchas de sus composiciones llegaron a ser éxitos de la canción francesa. Algunas de ellas fueron Comme de bien entendu (cantada por Arletty y Michel Simon), C'est un mauvais garçon (cantada por Henri Garat), La Complainte de la Butte (con Cora Vaucaire), La Complainte des infidèles (con Mouloudji), etc. La lista de sus intérpretes es extensa. Entre ellos, Danielle Darrieux, Albert Préjean, Damia, Fréhel, Maurice Chevalier, Georges Brassens, Ginette Garcin y, más recientemente, Patrick Bruel, Rufus Wainwright, Hélène Ségara, etc.
Vicepresidente de la SACEM, su carrera se vio recompensada con el Gran Premio de la Música de la Sociedad de Autores en 1968.
Georges van Parys falleció en París, Francia, en 1971. Fue enterrado en el Cementerio de Villiers-sur-Marne.

## Operetas
- 1922 Madame la Comtesse
- 1923 Une bonne à rien faire
- 1927 Voila le printemps
- 1936 Prends la route
- 1941 Petites Annonces
- 1941 L'École buissonnière
- 1943 Une femme par jour
- 1946 Virginie Déjazet
- 1946 Les Chasseurs d'images
- 1949 La Tour Eiffel qui tue
- 1950 Tristoeil et Brunehouille
- 1951 L'Affaire Fualdès
- 1951 La Reine-Mère
- 1953 Que d'eau, que d'eau
- 1956 Minnie-Moustache
- 1960 Le Jeu des dames
- 1961 La Belle de Paris

Con Philippe Parès :
- 1927 Quand y en a pour deux
- 1927 : Lulu, opereta en 3 actos, libretto de Serge Véber, Théâtre Daunou
- 1927 La Petite Dame du Train bleu
- 1928 L'Eau à la bouche
- 1929 Louis XIV
- 1930 Le cœur y est
- 1931 Couss-Couss
- 1937 Ma petite amie
- 1945 On cherche un roi
- 1957 Le Moulin Sans-Souci

## Filmografía

### Cine
Compositor
- 1929 : La Femme et le Pantin, de Jacques de Baroncelli
- 1931 : Les Amours de minuit, de Augusto Genina y Marc Allégret
- 1931 : Le Million, de René Clair
- 1931 : Un soir de rafle, de Carmine Gallone
- 1933 : Cette vieille canaille, de Anatole Litvak
- 1934 : L'Aristo, de André Berthomieu
- 1934 : La Maison dans la dune, de Pierre Billon
- 1934 : Zouzou, de Marc Allégret (también actor)
- 1934 : L'Or dans la rue, de Kurt Bernhardt
- 1934 : Les filles de la concierge, de Jacques Tourneur
- 1935 : Quelle drôle de gosse, de Léo Joannon
- 1936 : Un mauvais garçon, de Jean Boyer
- 1937 : Abus de confiance, de Henri Decoin
- 1937 : Franco de port, de Dimitri Kirsanoff
- 1938 : Gargousse, de Henry Wulschleger
- 1938 : Mon curé chez les riches, de Jean Boyer
- 1939 : Circonstances atténuantes, de Jean Boyer
- 1939 : Noix de coco, de Jean Boyer
- 1939 : L'Héritier des Mondésir, de Albert Valentin
- 1939 : Pour le maillot jaune, de Jean Stelli
- 1939 : Moulin-Rouge, de André Hugon
- 1940 : Marseille mes amours, de Jacques Daniel-Norman
- 1940 : Miquette, de Jean Boyer
- 1941 : Chèque au porteur, de Jean Boyer
- 1941 : Caprices, de Léo Joannon
- 1941 : Sixième Étage, de Maurice Cloche
- 1941 : Romance de Paris, de Jean Boyer
- 1942 : Le Prince charmant, de Jean Boyer
- 1942 : Boléro, de Jean Boyer
- 1942 : Frédérica, de Jean Boyer
- 1942 : Le Bienfaiteur, de Henri Decoin
- 1942 : À vos ordres, Madame, de Jean Boyer
- 1942 : Cap au large, de Jean-Paul Paulin
- 1942 : Le Grand Combat, de Bernard-Roland
- 1943 : L'Homme de Londres, de Henri Decoin
- 1943 : Le Soleil de minuit, de Bernard-Roland
- 1945 : Échec au roy, de Jean-Paul Paulin
- 1946 : Pas si bête, de André Berthomieu
- 1946 : Le Couple idéal, de Bernard Roland y Raymond Rouleau
- 1947 : Le silence est d'or, de René Clair
- 1947 : Histoire de chanter, de Gilles Grangier
- 1948 : La Vie en rose, de Jean Faurez
- 1948 : L'Armoire volante, de Carlo Rim
- 1949 : La Voix du rêve, de Jean-Paul Paulin
- 1949 : Une femme par jour, de Jean Boyer
- 1949 : Jean de la Lune, de Marcel Achard
- 1949 : Lady Paname, de Henri Jeanson
- 1949 : Histoires extraordinaires, de Jean Faurez
- 1949 : L'Inconnue n°13, de Jean-Paul Paulin
- 1950 : Le Passe-Muraille, de Jean Boyer
- 1950 : Les Anciens de Saint-Loup, de Georges Lampin
- 1951 : Fanfan la Tulipe, de Christian-Jaque
- 1951 : La maison Bonnadieu, de Carlo Rim
- 1951 : L'Amour, Madame, de Gilles Grangier
- 1952 : Casque d'or, de Jacques Becker
- 1952 : Drôle de noce, de Léo Joannon
- 1952 : Les Belles de nuit, de René Clair
- 1953 : Le Chemin de la drogue, de Louis S. Licot
- 1953 : Madame de..., de Max Ophüls
- 1953 : Rue de l'Estrapade, de Jacques Becker
- 1953 : Secrets d'alcôve (episodio Il Letto, de Jean Delannoy) (canción Un jour tu verras)
- 1954 : Les Révoltés de Lomanach, de Richard Pottier
- 1954 : L'affaire Maurizius, de Julien Duvivier
- 1954 : Le Fils de Caroline Chérie, de Jean-Devaivre
- 1954 : Le Grand Jeu, de Robert Siodmak
- 1954 : Las diabólicas, de Henri-Georges Clouzot
- 1954 : Les Intrigantes, de Henri Decoin
- 1955 : Les Grandes Manœuvres, de René Clair
- 1955 : Les Impures, de Pierre Chevalier
- 1955 : Nana, de Christian-Jaque
- 1955 : French Cancan, de Jean Renoir
- 1955 : Papa, maman, ma femme et moi, de Jean-Paul Le Chanois
- 1956 : C'est arrivé à Aden, de Michel Boisrond
- 1956 : Paris la nuit, de Jacques Baratier y Jean Valère (documental)
- 1956 : L'homme à l'imperméable, de Julien Duvivier
- 1956 : Club de femmes, de Ralph Habib
- 1957 : Charmants Garçons, de Henri Decoin
- 1957 : Comme un cheveu sur la soupe, de Maurice Regamey
- 1957 : Donnez-moi ma chance, de Léonide Moguy
- 1957 : Et par ici la sortie, de Willy Rozier
- 1957 : Nathalie, de Christian-Jaque
- 1958 : Les Misérables, de Jean-Paul Le Chanois
- 1958 : Le fauve est lâché, de Maurice Labro
- 1958 : Le Gorille vous salue bien, de Bernard Borderie
- 1959 : Signé Arsène Lupin, de Yves Robert
- 1959 : Guinguette, de Jean Delannoy
- 1959 : Le Travail c'est la liberté, de Louis Grospierre
- 1959 : Marie des Isles, de Georges Combret
- 1960 : Préméditation, de André Berthomieu
- 1960 : Les Magiciennes, de Serge Friedman
- 1961 : Tout l'or du monde, de René Clair
- 1962 : Le Masque de fer, de Henri Decoin
- 1962 : Le Tracassin, de Alex Joffé
- 1962 : Mandrin, bandit gentilhomme, de Jean-Paul Le Chanois
- 1963 : La foire aux cancres, de Louis Daquin
- 1965 : Au large du désert, de Henri Fabiani
- 1968 : Faut pas prendre les enfants du bon Dieu pour des canards sauvages, de Michel Audiard
- 1969 : L'Auvergnat et l'Autobus, de Guy Lefranc
- 1970 : Elle boit pas, elle fume pas, elle drague pas, mais... elle cause !, de Michel Audiard

### Televisión
- La Demoiselle d'Avignon